# Platynota meridionalis
Platynota meridionalis es una especie de polilla del género Platynota, tribu Sparganothini, subfamilia Tortricinae.

## Distribución
Se distribuye por Argentina (Buenos Aires).

## Taxonomía
Fue descrita por Brown en 2013 y publicada en Proceedings of the Entomological Society of Washington 115: 134.